# پیتر کامنتسیند
پیتر کامنتسیند (به آلمانی: Peter Camenzind) اولین رمان هرمان هسه است که در سال ۱۹۰۴ منتشر شده است. رد محتوایی بسیاری از کارهای بعدی هسه را میتوان در این کتاب مشاهده کرد.

## درون مایه
کتاب زندگی جوانی را شرح می‌دهد که دهکده محدود و کوچک خود را ترک می‌کند تا سراسر جهان را زیر پا گذارد، اما او جویای هنر است و به زندگی از خلال زیبایی‌ها می‌نگرد و هسه به وسیله او می‌تواند نظرهای شخصی را درباره هنر و سرنوشت آن بیان کند و در جریان این جهانگردی برتری زندگی طبیعی را بر تمدن شهری نشان دهد و تمدن غرب را سخت به باد انتقاد گیرد. پیتر، قهرمان کتاب، پس از سرخوردگی از سیر و سیاحت و چند شکست عشقی٬ به سرگردانی خویش پایان می‌دهد و به دهکده کوچک بازمی‌گردد. هسه در این کتاب به آمیختگی زندگی به عشق٬ وابستگی٬ شکست و مرگ می‌پردازد.

## ترجمهٔ فارسی
کتاب پیتر کامنتسیند توسط عبدالحسین شریفیان به فارسی ترجمه شده است. این کتاب را انتشارات اساطیر (چاپ اول: ۱۳۷۴) در ۱۹۴ صفحه منتشر کرده است.

## نقل قولی از کتاب
در جایی از کتاب٬ راوی داستان (پیتر کامنتسیند) اظهار میکند: (این نقل قول به عنوان مقدمه٬ در ابتدای ترجمهٔ فارسی کتاب آمده است.)

از همه مهمتر این‌که من می‌خواستم نهال اسرار عشق را در دل‌های‌تان بکارم. امیدوار بودم به شما بیاموزم که با تمامی موجودات زنده برادر باشید٬ و وجودتان آن‌چنان از عشق سرشار شود که حتی از اندوه و از مرگ نیز نهراسید و آن‌ها چون روی به سوی شما بیاورند٬ همانند برادر و خواهر بپذیرید.